# Sexualidad tras una lesión medular

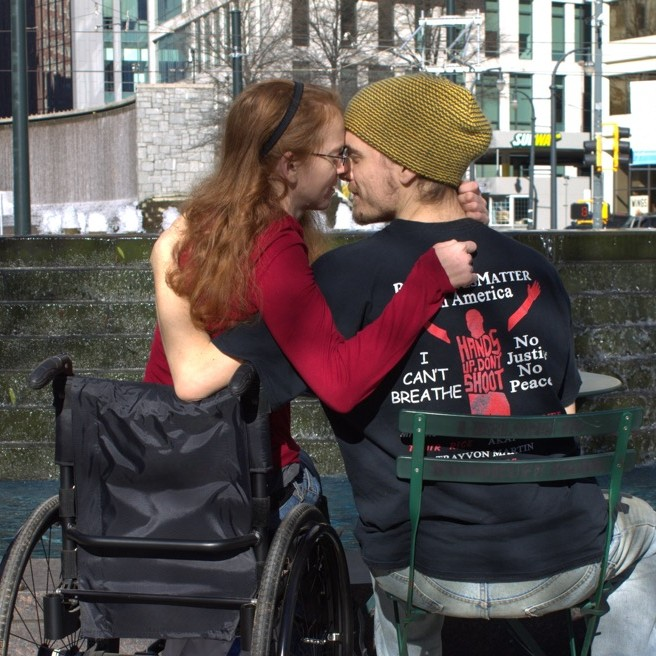
Una lesión medular afecta la función sexual, pero muchas personas con esta condición tienen relaciones y vidas sexuales muy activas.

A pesar de que una lesión de la médula espinal (LME) a menudo causa disfunción sexual, muchas personas con LME son capaces de tener vidas sexuales satisfactorias. Las limitaciones físicas adquiridas por una LME afectan a la sexualidad y la función sexual en sus más extensas áreas, lo cual tiene efectos importantes en la calidad de vida. Los daños en la médula espinal impiden su capacidad de transmitir mensajes entre el cerebro y partes del cuerpo abajo del nivel de la lesión. Esto resulta en pérdida o reducción de las sensaciones y el movimiento del músculo; afecta al orgasmo, la erección, eyaculación, y lubricación vaginal. Otras causas más indirectas de una disfunción sexual incluyen dolor, debilidad, y efectos secundarios de las medicaciones. Las consecuencias psicosociales incluyen depresión y alteración de la autoimagen. Muchas personas con LME tienen vidas sexuales satisfactorias, y muchos experimentan excitación sexual y orgasmos. Las personas con lesiones medulares emplean una variedad de adaptaciones para ayudarse a llevar una vida sexual saludable, enfocándose en diferentes áreas del cuerpo y tipos de actos sexuales. La plasticidad neuronal puede contar con un aumento en sensibilidad en aquellas partes del cuerpo que no han perdido sensibilidad, así que las personas a menudo encuentran nuevas áreas eróticas sensibles de la piel en zonas erógenas o fronteras cercanas entre áreas donde se han preservado o se ha perdido la sensibilidad.